# انگشت‌ها (فیلم ۱۹۴۱)
انگشت‌ها فیلم درام بریتانیایی است که در سال ۱۹۴۱ ساخته شد. کارگردان این فیلم هربرت ماسون است. کلیفورد ایوان، لئونورا کوربت و ازموند نایت در آن ایفای نقش کرده‌اند.